# بیناگو
بیناگو (به ایتالیایی: Binago) یک کومونه در ایتالیا است که در استان کومو واقع شده‌است.

## خصوصیات
بیناگو ۶٫۹ کیلومترمربع مساحت و ۴٬۴۲۹ نفر جمعیت دارد.